# Херца, Владимир Константинович
Владимир Константинович Херца (рум. Vladimir Hertza; 14 мая 1868, Кишинёв, Бессарабская область, Российская империя — 3 августа 1924, Кишинёв, Королевство Румыния) — румынский политический деятель, первый примар Кишинёва после аннексии Бессарабии Румынией.

## Биография
Владимир Херца родился 14 мая 1868 года в Кишинёве. Получил образование в Гимназии № 1, самом престижном образовательном учреждении Бессарабии. Имеются данные, что он окончил юридический лицей в Ярославле.
После того, как он женился без позволения своего отца, направился в Италию, где вёл жизнь странствующего певца. Затем, после траты всего наследства, доставшегося ему от родителей, вновь поселился в посёлке Онишканы. В 1917 года был назначен вице-председателем Национальной партии Молдовы и Культурного общества Молдовы. Играл значительную роль в процессе объединения Бессарабии и Румынии.
Был председателем земства Оргеевского уезда, первым председателем Молдавской школьной комиссии. Между 1917—1918 годами был примаром города Кишинёва. Был делегатом мирных конференций по Бессарабскому вопросу.

## Увековечение памяти

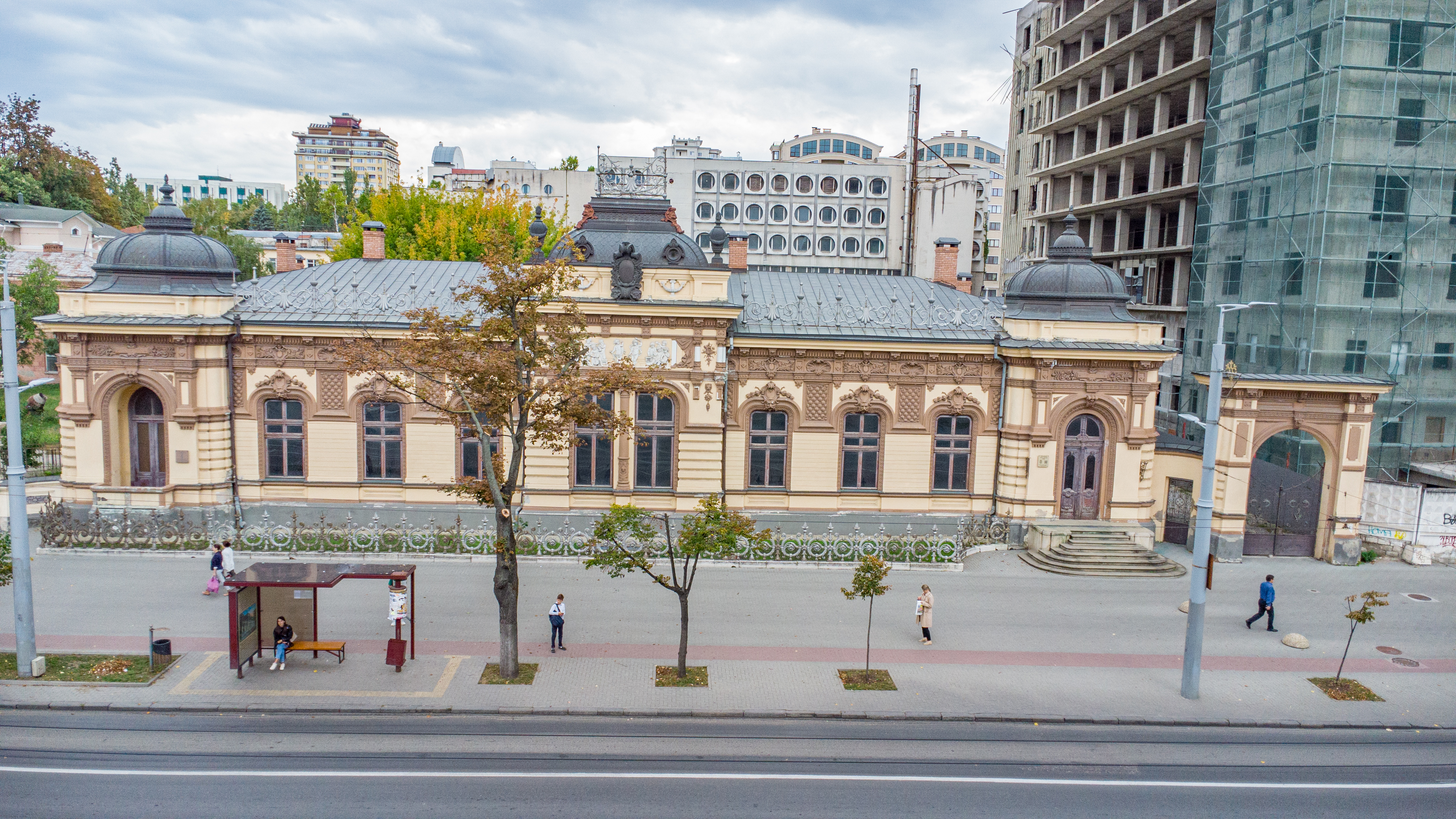
Городская вилла Владимира Херца (бул. Штефан чел Маре, 115)

Часть улицы Сфатул Цэрий в Кишинёве в период между 1924—1944 годами носила имя Владимира Херца. 
Дом в Кишинёве, в котором проживал примар, сохранился по настоящее время. Он расположен по адресу Бульвар Штефан чел Маре, 115 и находится под управлением Национального музея изобразительного искусства. В 2006 году на реставрацию дома Министерством Культуры Республики Молдова было выделено 11 миллионов леев, однако дом требовал дополнительных затрат на реставрацию.